# Nutricosmétique
Le terme nutricosmétique est un néologisme de l’industrie cosmétique. Il désigne les compléments alimentaires qui apportent, selon les allégations des fabricants, des "bénéfices santé" à diverses parties externes du corps humain, généralement la peau, les cheveux ou les ongles. Des produits s’adressant au poids, à la cellulite ou à la "détoxification" de l’organisme complètent parfois les lignes de produits nutricosmétiques actuellement sur le marché.

## Le principe de la nutricosmétique
Différents micronutriments, consommés par voie orale, ont un effet sur les fonctions et la structure de la peau et des phanères. En intervenant au niveau des fonctions métaboliques des cellules de la peau, la structure de ces cellules et par voie de conséquence l’apparence de la peau, est modifiée. Un discours marketing, reposant sur ce constat attribuant des "bénéfices santé" tels que le « maintien de la santé de la peau » ou « une peau d’apparence plus jeune », est proposé par les entreprises qui développent et commercialisent ce type de produit.
L’hypothèse que les produits cosmétiques ne peuvent avoir d’effet sur les couches profondes de la peau a encouragé les recherches sur les nutricosmétiques. Ces produits sont composés principalement de nutriments essentiels que l’on trouve par ailleurs dans d’autres aliments.

## Les types de molécules entrant généralement dans la composition des nutricosmétiques
La fonction antioxydante est souvent présente dans les produits actifs des nutricosmétiques. Ces produits actifs empêchent le déclenchement de phénomènes d’oxydation, facteurs de destruction des cellules organiques, phénomène provoqué par les radicaux libres causés par les rayons UV, la pollution et autres facteurs environnementaux. Parmi les nutriments essentiels employés dans les nutricosmétiques se trouvent principalement les nutriments suivants :
- Les vitamines, et notamment la vitamine C reconnue pour ses propriétés antioxydantes et son rôle dans la production de collagène. Elle aide également à la réduction des radicaux libres produits à la suite d'une exposition de la peau aux radiations UV du soleil.
- Les caroténoïdes, anti-oxydatifs, tels que le bêta-carotène, le lycopène, la lutéine, la zéaxanthine, l’astaxanthine, le phytoène et le phytofluène.
- Les acides gras insaturés oméga 3 et 6 pour leurs "bénéfices santé" de la peau et leur fonction anti-oxydative.
- Les enzymes, comme le coenzyme Q10, utilisé principalement dans les suppléments diététiques, aussi reconnu comme antioxydant.
- Certaines protéines comme le collagène, une protéine structurale nourrissant la peau d’acides aminés afin de stimuler sa propre synthèse, puisqu’elle compose l’essentiel du tissu cellulaire de la peau, et dont les propriétés structurelles telles que la fermeté et l’élasticité de la peau sont concluantes quand elle est ingérée en supplément alimentaire[3].
- Les polyphénols, antioxydants, tels que les anthocyanines, anthocyanidines, procyanidines, flavonoïdes et les acides ellagique et rosmarinique.
- Certains sels minéraux, tels que le zinc qui est impliqué dans le processus de réparation des tissus cellulaires.

## Histoire

### Origine
L’un des pionniers dans ce domaine, considéré par certains comme le « père du soin de la peau de l'intérieur » est le biochimiste suédois et scientifique Ake Dahlgren. Il inventa les premiers nutricosmétiques à la fin des années 1980, et les lança sous la marque d’Imedeen (en).

### Le développement du marché des nutricosmétiques
Depuis les années 1990, le marché des nutricosmétiques s’est considérablement développé. Le marché des nutricosmétiques représente 2,4 milliards de dollars US au total en 2010. En ce qui concerne le marché des ingrédients nutricosmétiques, il dépasse 250 millions de dollars en Europe et aux États-Unis en 2010.
Les consommateurs Français dépensent le plus par tête en compléments alimentaires nutricosmétiques, adhérant plus largement au concept de beauté venant de l’intérieur, parmi les 12 pays couverts par une étude de marché.
Parmi les entreprises développant des gammes de nutricosmétiques sur le marché se trouvent : Q.Re Paris, Biocyte, Imedeen, Oenobiol, D-LAB Nutricosmetics, Rejuvenal, AgeOff, Skeen+, LavieSage, Perricone MD et Functionalab.

### Controverse
En 2008, selon l'Union fédérale des consommateurs—Que choisir, la nutricosmétique ou cosmeto-food est le « dernier concept marketing inventé par l'industrie agroalimentaire » et « semble promise à un bel avenir dans nos sociétés où le culte de l'apparence est roi »
Par contre, selon le site Marketing Professionnel, « le flop de la cosmétofood sur le marché français démontre que les consommateurs ne sont pas encore prêts à avaler n’importe quoi ni à n’importe quel prix. »
Timothy Caulfield, parmi d'autres, souligne l'absence de résultats cliniques permettant d'étayer les prétendus bienfaits des nutricosmétiques.